# Christuskerk (Neuss)
De Christuskerk (Duits: Christuskirche) is de eerste protestantse kerk die werd gebouwd in de Duitse stad Neuss. Het kerkgebouw is een ontwerp van de architect Moritz Korn uit Düsseldorf. Met de 61 meter hoge toren is het een van de hoogste gebouwen van de stad.

## Geschiedenis
In Neuss werd in 1804 de eerste protestantse gemeente opgericht. De erediensten mochten vanaf 1806 bijna 100 jaar lang worden gevierd in de eerder geseculariseerde kloosterkerk Mariaberg (Marienberg). De groeiende kerkgemeente had echter behoefte aan een groter kerkgebouw. Deze nieuwbouw werd in de jaren 1904 tot 1906 gerealiseerd en op 26 september 1906 ingewijd. Na de oorlog nam de groei van de protestantse gemeente in Neuss door de vluchtelingenstroom uit het oosten enorm toe en werden er meer protestantse kerken gebouwd.
Dankzij het feit dat de kerk in de Tweede Wereldoorlog amper beschadigingen opliep is het gebouw vrijwel geheel in de oorspronkelijke staat bewaard gebleven.